# Zarážka

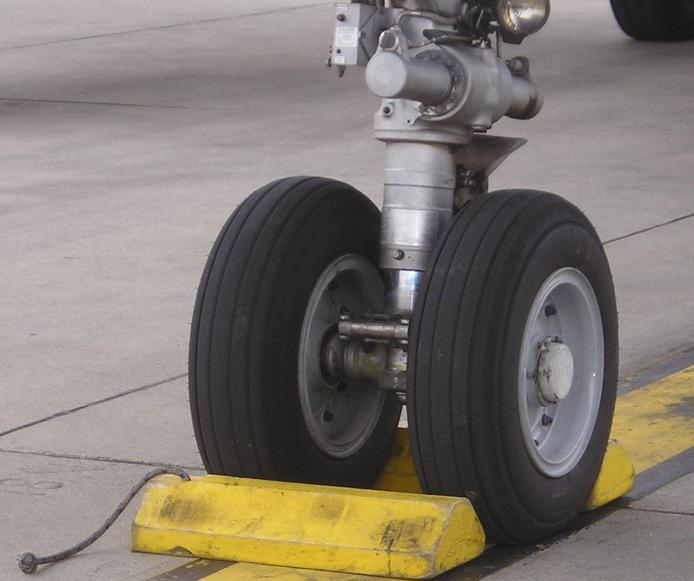
Zajištěná kola letadla

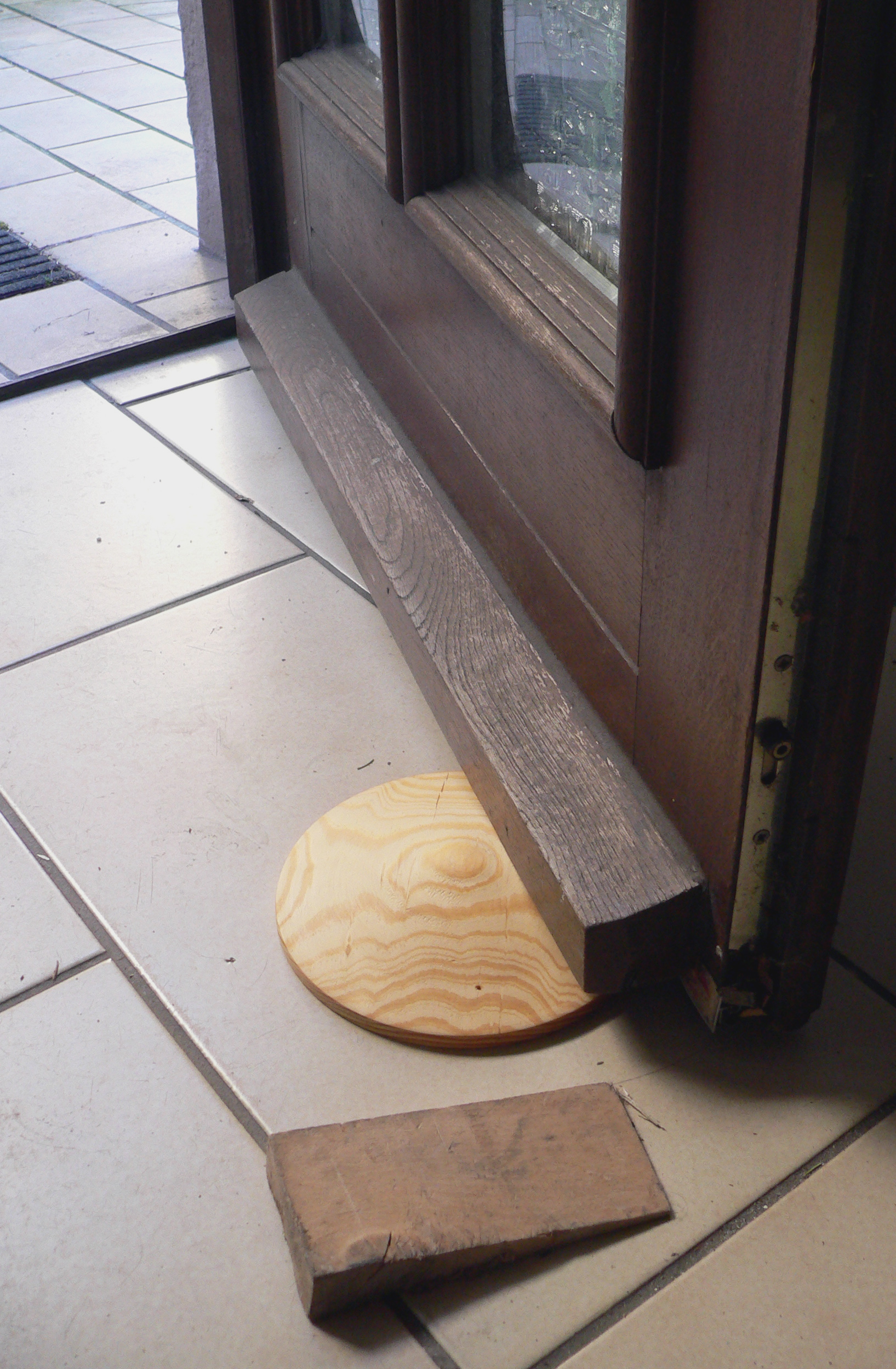
Dveře zajištěné novější zarážkou. V popředí je klasický klín.

Zarážka je nástroj většinou ve tvaru klínu používaná pro zajištění pohyblivých předmětů proti nechtěnému pohybu.
Nejčastěji se zarážka používá u dopravních prostředků, u kterých se vloží před a/nebo za kolo. Dalším častým použitím je zajištění dveří proti zavírání.
Kromě tvaru klínu se používají tvary specializované pro konkrétní použití. Tyto tvary z tvaru klínu mnohdy vycházejí.